# 다카야나기 후미야
다카야나기 후미야(일본어: 高柳 郁弥, 2000년 10월 4일~)는 일본의 축구 선수이다.

## 구단 경력
그는 2022년 J2리그의 오미야 아르디자에 입단했다. 2023년후 J3리그에 강등했다. 2024년까지 46경기에 출전하여, 1득점을 넣었다. 2024년 7월 가이나레 돗토리로 이적했다. 2025년 기라반츠 기타큐슈로 이적했다.